# Староушицька селищна територіальна громада

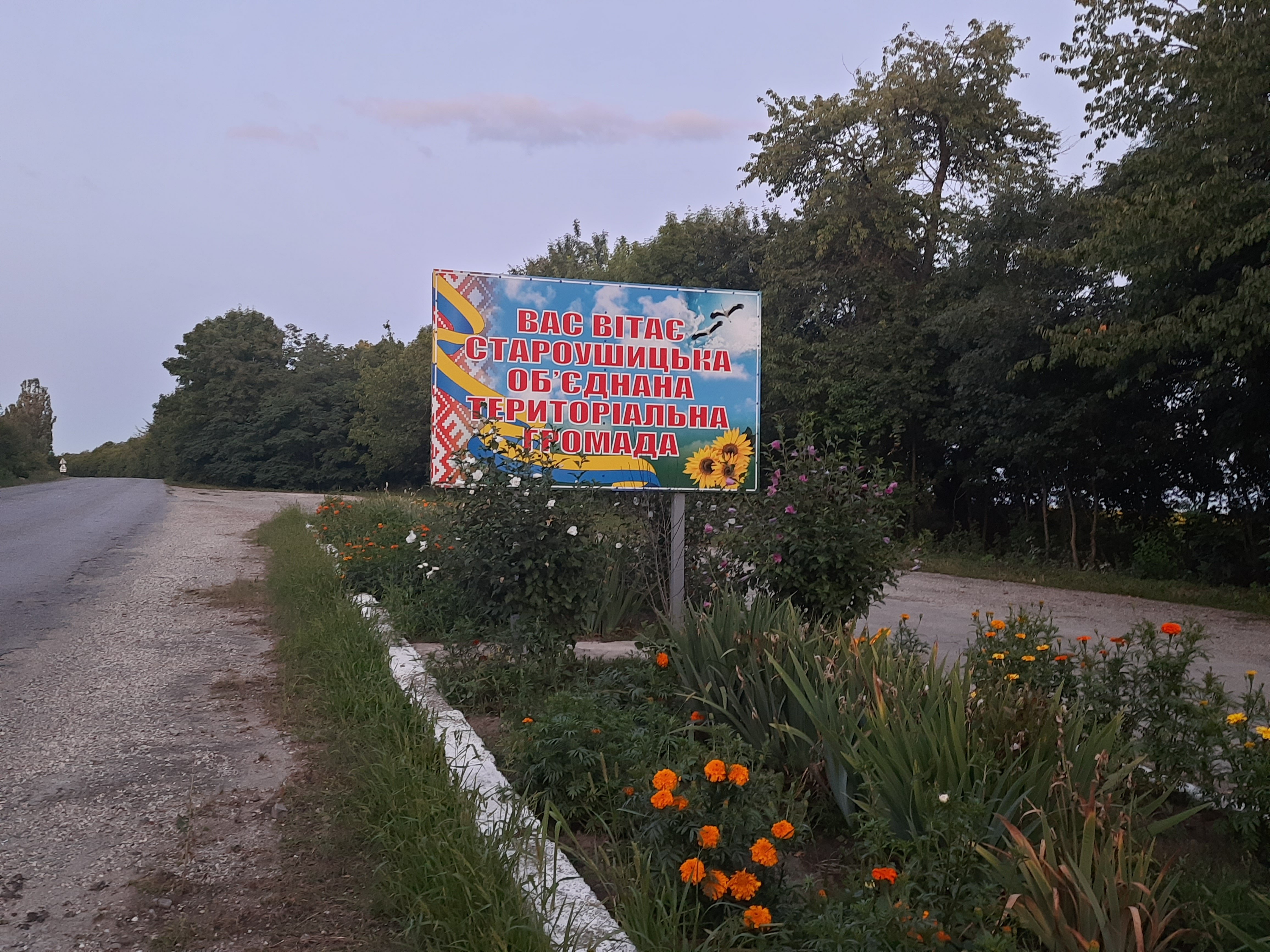
Знак при в'їзді на територію Староушицької селищної громади

Староушицька селищна громада — територіальна громада України, в Кам'янець-Подільському районі Хмельницької області. Адміністративний центр — селище Стара Ушиця.
Площа громади — 165,4 км², населення — 5976 мешканців (2018).
Утворена 7 вересня 2017 року шляхом об'єднання Староушицької селищної ради та Грушківської, Крушанівської, Нефедівської, Подільської сільських рад Кам'янець-Подільського району.

## Населені пункти
У складі громади 9 населених пунктів — 1 селище Стара Ушиця, і 12 сіл: Гораївка, Грушка, Гута-Чугорська, Каштанівка, Крушанівка, Липи, Лисківці, Лучки, Нефедівці, Подільське, Рункошів та Чабанівка.

## Символіка
Затверджена 24 червня 2020 р. рішенням № 17 сесії селищної ради.

### Герб
У лазуровому щиті з лазурової хвилястої бази виходить три зелених пагорби, над якими золоте сонце з шістнадцятьма променями, вертикальні і горизонтальні більші, непарні менші і прямі, парні менші і вигнуті. Щит вписаний в декоративний картуш і увінчаний срібною мурованою короною.

### Прапор
Прямокутне полотнище із співвідношенням сторін 2:3 складається із двох рівновеликих смуг — синьої і зеленої. Від верхнього і нижнього вільних кутів до лінії перетину виходить жовтий трикутник в 1/3 довжини прапора.